# Mesopotamischer Damhirsch
Der Mesopotamische Damhirsch oder Mesopotamien-Damhirsch (Dama mesopotamica) ist ein im Nahen Osten heimischer Hirsch, der heute nur noch im Iran und in Israel vorkommt. Er steht seit 2008 auf der Roten Liste der IUCN als stark gefährdete Tierart. Nach einem Zuchtprogramm in Gefangenschaft hat sich die Population von nur einer Handvoll Hirsche in den 1960er Jahren auf heute über 1000 Tiere erholt. Er wurde erfolgreich wieder ausgewildert.

## Merkmale
Der Mesopotamische Damhirsch erreicht bei den männlichen Individuen eine Kopf-Rumpf-Länge von 180 bis 190 cm und 160 bis 170 cm bei den Kühen. Der Schwanz ist 16 bis 20 cm lang. Die Schulterhöhe beträgt 100 bis 110 cm bei den Männchen und 90 cm bei den Weibchen. Das Gewicht liegt bei 120 bis 140 kg bei den Bullen und 70 bis 80 kg bei den Kühen. Ausgewachsene männliche Tiere sind im Durchschnitt 50 Prozent schwerer als weibliche. Der Mesopotamische Damhirsch ist größer als der Europäische Damhirsch mit geringfügigen Unterschieden in der Fellfarbe, die etwas dunkler ist. Das Geweih hat eine andere Form, die Schaufeln, die bei den Damhirschen die obere Geweihstange auffächern, sind weniger stark ausgeprägt und durch deutlichere Sprossenbildungen tiefer eingebuchtet. Es hat sehr kurze Augsprossen, Eissprossen und Mittelsprossen, wobei der Eisspross häufig fehlt. Dafür treten kurze akzessorische Sprossen auf, die meist kurz über dem Augspross ansetzen. In diesem Merkmal ähnelt der Mesopotamische Damhirsch der ausgestorbenen pleistozänen Form Dama geiselana, die aber wiederum über ein deutlicher ausgeformtes Schaufelgeweih verfügte. Das Geweih des Mesopotamischen Damhirschs ist kürzer als das des Europäischen Damhirschs, ungefähr 50 bis 55 cm lang und robuster. Der dunkle Oberrand des Steißbeins ist weniger entwickelt und der kürzere Schwanz ist weißlich, außer dem sehr dünnen schwarzen Mittelstrich. Der dunkle Nasenspiegel hat eine etwas unterschiedliche Form.

## Systematik
Der Mesopotamische Damhirsch ist eine Art aus der Gattung der Damhirsche (Dama), die zusätzlich den eher in Europa verbreiteten Damhirsch (Dama dama) enthält. Die Gattung gehört zur Familie der Hirsche (Cervidae) und innerhalb dieser zur Unterfamilie der Cervinae. Der genetisch nächste Verwandte der Damhirsche findet sich in der Gattung Megaloceros, zu der der Riesenhirsch (Megaloceros giganteus) gezählt wird (diese Art wurde genetisch getestet). Die Trennung der beiden Linien erfolgte aber wahrscheinlich bereits im Mittleren oder Oberen Miozän. Die Zusammengehörigkeit war aufgrund des beiden Gattungen gemeinsamen schaufelartigen Geweihs schon früher teilweise vermutet worden, sie wird darüber hinaus auch durch ein weiteres morphologisches Merkmal, die Form der Innenohrknochen, unterstützt.
Der Mesopotamische Damhirsch wurde 1875 von Victor Brooke als Cervus (Dama) mesopotamicus beschrieben. Danach galt er lange als Unterart des Damhirschs, bis in den 2000er Jahren aktuelle Systematiken dazu übergingen, ihn als eigenständige Art anzuerkennen. Sein taxonomischer Status bleibt jedoch umstritten. Eine molekulargenetische Studie aus dem Jahr 2012 kam zu dem Ergebnis, dass der Mesopotamische Damhirsch zwar genetisch ähnlich, aber morphologisch unterschiedlich zum Damhirsch ist. So unterscheiden sich beide Formen hinsichtlich der Mikrosatellitenloci und durch mitochondriale Gene. Basierend auf letztere wurde im Jahr 2008 bei Untersuchungen des d-loop-Bereichs die Trennung der Linien, die zum Mesopotamischen Damhirsch und zum Europäischen Damhirsch führen, auf etwa 400.000 Jahre geschätzt. Dem gegenüber verlagern Analysen des Cytochrom b und umfangreicherer Abschnitte der Mitochondrien-DNA diese Aufspaltung bis in das Untere Pliozän und teilweise auch in das Obere Miozän vor rund 4 bis 9 Millionen Jahren.

## Verbreitung

### Prähistorische und historische Verbreitung
Im Pleistozän, als der Mensch Europa besiedelte, waren möglicherweise Damhirsche in Mesopotamien, der Levante und in Anatolien verbreitet. Die anatolische Population scheint mit dem Europäischen Damhirsch, der dort noch heute überlebt, koexistiert und mit ihm Hybridpopulationen gebildet zu haben. Es gibt die Vermutung, dass der Mesopotamische Damhirsch zur Zeit der Pharaonen zu den Menagerie-Tieren gehörte, die nach Ägypten eingeführt wurden. Einige Forscher vermuten, dass der Hirsch im 16. oder 17. Jahrhundert im gesamten Nahen Osten verbreitet war.
Das Verbreitungsgebiet der Hirsche schwankte während der Jahrtausende. Die Damhirsche sind seit dem ausgehenden Pliozän bekannt. Innerhalb der Gruppe bestehen zwei Entwicklungslinien, von denen eine Tiere mit einfachen, zwei- bis vierendigen Geweihen umfasst, wie es unter anderem von Dama philisi und Dama celiae bekannt ist. Die zweite Linie schließt die Tiere mit Schaufelgeweihen ein, zu denen auch der Mesopotamische Damhirsch gehört. Nach gängiger Ansicht bildete sich dieser im Verlauf des Mittelpleistozäns im östlichen Mittelmeergebiet heraus und setzte sich von dem weiter westlich verbreiteten Dama clactoniana ab. Hierbei wird diskutiert, ob die im gleichen Zeitraum in Mitteleuropa verbreitete Form Dama geiselana einen Einfluss auf die Herausbildung des Mesopotamischen Damhirschs hatte. Es ist aber auch denkbar, dass sich die Linie des Mesopotamischen Damhirschs bis zu Dama pontica zurückverfolgen lässt, eine Form, die anhand eines Geweihrestes aus der Taurida-Höhle auf der Halbinsel Krim bekannt ist und im Altpleistozän vor etwa 1,8 bis 1,5 Millionen Jahren lebte. Die frühen Vertreter unterscheiden sich aber etwas von den heutigen Tieren, beispielsweise in der Art der Sprossenbildung. Im Jungpleistozän bildet der Mesopotamische Damhirsch eine dominante Art an einigen Fundstellen der Levante, so in der bedeutenden neandertalerzeitlich genutzten Tabun-Höhle. Dort kamen allein in Fundschicht B über 1720 Knochenreste von 78 Individuen zum Vorschein, was gut zwei Drittel aller aufgefundenen Tierknochen entspricht. Vermutlich starben die Damhirsche hier eines natürlichen Todes in der Höhle, da sie als Falle wirkte. In den älteren Fundschichten C und D, die in ihrem Alter dem späten Mittelpleistozän entsprechen, fanden sich ebenfalls Reste des Mesopotamischen Damhirsches, wenn auch mit drei und elf Individuen in deutlich geringerer Anzahl. Die Knochen zeigen hier aber deutliche Schnittspuren und geben so eine Nutzung der Kadaver durch den frühen Menschen an. Während der Natufien-Periode Israels vor etwa 15.000 bis 9500 Jahren sind nach zooarchäologischen Studien die Damhirsche im Süden Israels ausgestorben, obwohl sich Gazellen und vor allem Rehwild vermehrten. Man geht davon aus, dass dies auf den Klimawandel in Kombination mit veränderten Landnutzungsmustern und dem Jagddruck zurückzuführen ist. Während der frühen Eisenzeit um 1300 bis 1200 v. Chr. waren Damhirsche eine wichtige Spezies, die am Altar auf dem Berg Ebal in der Nähe der Stadt Nablus im nördlichen Westjordanland geopfert wurde. Die damaligen Damhirsche der Region waren größer, die überlebenden Populationen haben sich zu kleineren Tieren entwickelt.
Damhirsche wurden vor etwa 10.000 Jahren, im vorkeramischen Neolithikum, von Menschen nach Zypern eingeführt und breiteten sich rasch aus, als die einheimische Megafauna der Insel ausgestorben war, wie zum Beispiel die endemisch vorkommenden Zwergelefanten der Art Palaeoloxodon cypriotes und verzwergten Flusspferde der Art Hippopotamus minor. Obwohl es Kühe, Schafe, Ziegen, Schweine, Hunde und Katzen gab, wird angenommen, dass die prähistorischen Zyprioten die Hirschverbände in den nächsten Jahrtausenden in irgendeiner Weise hüteten oder das Tier sogar domestiziert haben könnten. Sechstausend Jahre lang waren die Hirsche eine der wichtigsten Fleischquellen für die Insel. Vor 7000 bis 4500 Jahren scheint der Hirsch zum vielleicht wichtigsten wirtschaftlichen Standbein der Insel geworden zu sein, wobei an einigen Stellen Hirschknochen, die 70 % der Tierreste ausmachen, erhalten geblieben sind. Sie kamen in beträchtlicher Zahl an den vorkeramischen Stätten des Neolithikums in ganz Zypern vor und waren während der zypriotischen Bronzezeit von Bedeutung. Im 15. Jahrhundert waren die Hirsche auf Zypern ausgerottet.
In den Speisevorschriften der Tora  wird mit hebräisch יַחְמוּר jaḥmûr eine Tierart bezeichnet, die gegessen werden darf. Dieser Tiername bedeutet eigentlich „was rot ist“; Gesenius bietet als mögliche Übersetzung „Damhirsch“; die antiken Übersetzer der Septuaginta und der Vulgata vermuteten eine afrikanische Hirsch- oder Antilopenart. Im Neuhebräischen wird das Wort für Damhirsch verwendet.

### Heutige Verbreitung
Heute leben die Hirsche im Iran und in Israel. Sie werden in Zoos und Parks im Iran, in Israel und in Deutschland gezüchtet, wo seit 1956 eine Zuchtgruppe im Opel-Zoo existiert. Im Zuge der iranischen Revolution 1978 brachten die israelischen Naturschützer mit Hilfe von Prinz Gholamreza Pahlavi (dem Bruder des Schahs) und dem Chef der Jagd- und Wildtierbehörde des Irans einige der in Gefangenschaft gehaltenen Damhirsche aus Sicherheitsgründen aus dem Iran nach Israel. Seit 1996 lässt die israelische Behörde für Natur und Gärten sie schrittweise und erfolgreich aus dem Zuchtzentrum Chai Bar Karmel im Berg Karmel und im Jerusalemer Biblischen Zoo wieder auswildern, zunächst am Kesiv, und ab 2014 sind sie nun am Har Meron im westlichen Galiläa, im Karmelgebirge, auf dem Berg Sasa und in den Judäischen Hügeln in der Nähe von Jerusalem zu finden. Bis 1998 hatte sich die Population des Mesopotamischen Damhirschs im Iran gut etabliert und nahm in einer Reihe von geschützten Parks und Zoos allmählich an Zahl zu.

## Lebensraum und Lebensweise

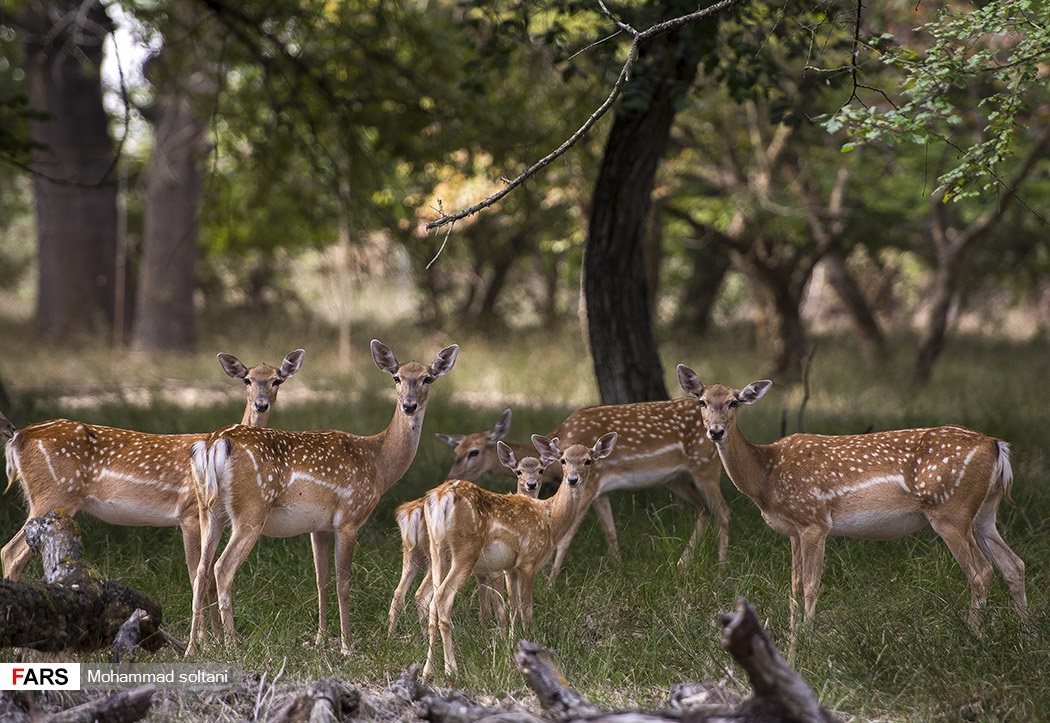
Weibchen und Jungtiere

Ihr bevorzugter Lebensraum umfasst eine Reihe von Tamarisken-, Eichen- und Pistazienwäldern. Ein natürlicher Feind des Hirsches ist der Wolf. Der Mesopotamische Damhirsch ist ein Pflanzenfresser, wobei Gras zusammen mit Blättern und Nüssen 60 % seiner Nahrung ausmacht. Im Soreq Valley Nature Reserve im Westjordanland wurde beobachtet, dass der Mesopotamische Damhirsch verzehrte Samen weiterverbreitet. Über 30 verschiedenen Arten keimen im Kot der Tiere. Besonders erfolgreich erwiesen sich dabei Gänsefüße, Berufkräuter, Nachtschatten und Vogelknöteriche. Unter den Gehölzpflanzen befand sich aber lediglich der Johannisbrotbaum.
Die Größe der Reviere Mesopotamischer Damhirsche variiert je nach Geschlecht und Alter. Ältere männliche Hirsche sind territorialer als jüngere Männchen; ältere Kühe bleiben jedoch näher an dem Ort, an dem sie ausgewildert wurden (im Durchschnitt 900 m), während jüngere Weibchen weiter weg wandern (im Durchschnitt 2,3 km vom Auswilderungsort). Im Nahal Kziv Nature Reserve in Galiläa ausgewilderte weibliche Tiere nutzen Aktionsräume von 292 bis 365 ha Größe. Die bestehen aus dicht gewachsenem mediterranem Wald- und Buschland mit rund 52 bis 53 % Waldbedeckung. Das Gelände ist weitgehend moderat hügelig. Die Zentren befinden sich wenigstens 500 m von menschlichen Verkehrswegen oder Siedlungen entfernt. Ein Großteil der Gebiete überschneidet sich mit den Schweifgebieten anderer Individuen. Die größte zurückgelegte Distanz eines Tieres beträgt 16 km.
Der Höhepunkt der Brunftzeit im südwestlichen Iran ist zwischen August und September. Das dabei von den männlichen Tieren hervorgebrachte typische Röhren besteht beim Mesopotamischen Damhirsch aus einer Serie von Einzelrufen, die jeweils rund eine Sekunde andauern und damit fast doppelt so lang sind wie beim Europäischen Damhirsch. Die meisten Geburten sind im März. Zwischen Ende Februar und Anfang März werfen die Hirsche ihr Geweih ab.

## Gefährdung und Schutz

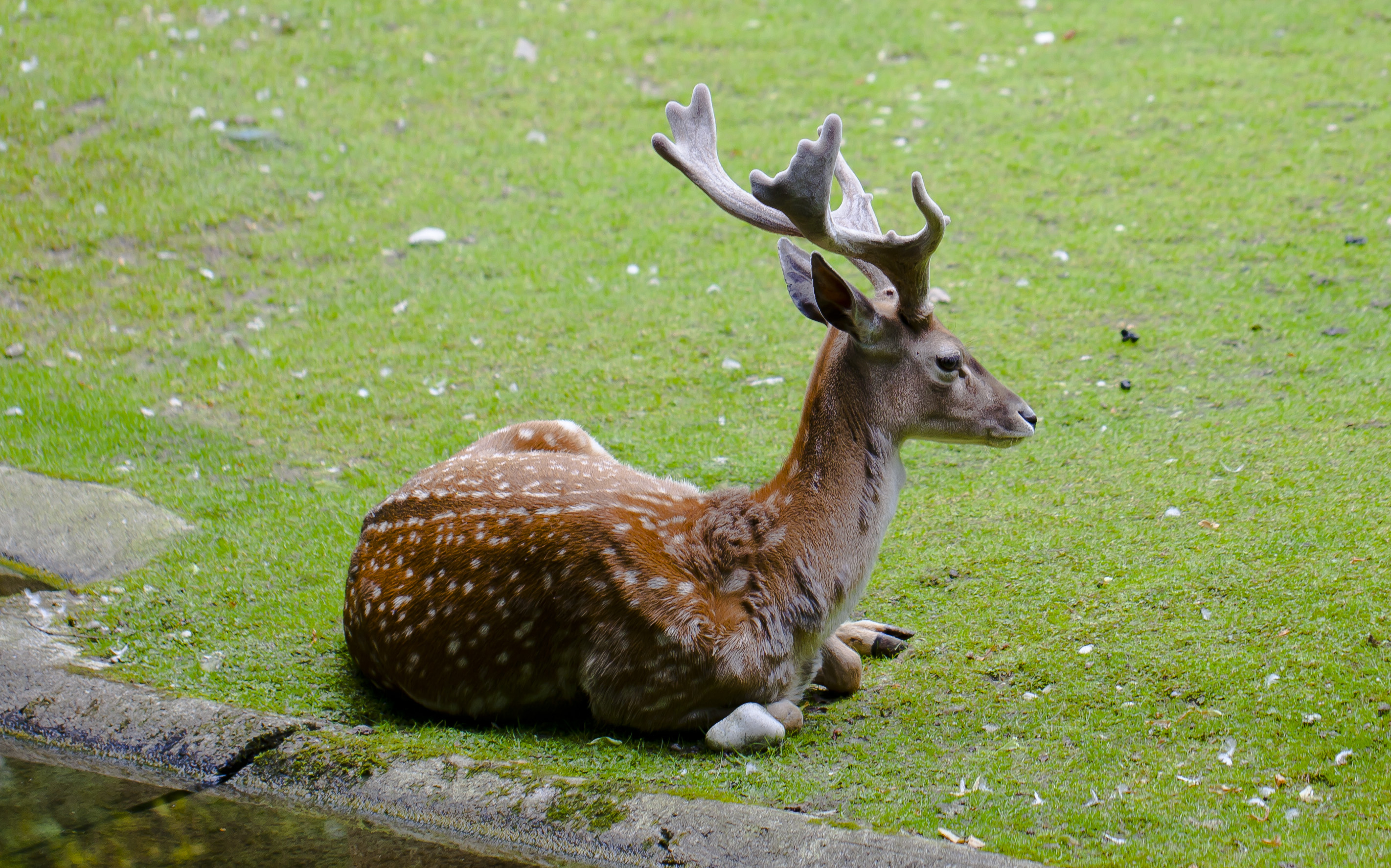
Mesopotamischer Damhirsch im Tierpark Hellabrunn

Im Jahr 1875, als die Art im südwestlichen Iran durch den englischen Vizekonsul Robertson wiederentdeckt wurde, war ihr Verbreitungsgebiet auf den Südwesten und Westen des Iran beschränkt. Einige Exemplare gelangten nach Woburn Abbey in den Park des Duke of Bedford und in den Londoner Zoo, wo 1880 die Welterstzucht gelang. In den 1920er Jahren gab es in Europa jedoch keinen Mesopotamischen Damhirsch mehr. In den 1940er Jahren galt das Taxon wieder als ausgestorben, bis 1955 im Auftrag der IUCN der US-amerikanische Forscher Lee Merriam Talbot Vorderasien bereiste. Talbot berichtete von einem Hirschvorkommen in der Provinz Chuzestan. Daraufhin finanzierte Georg von Opel eine Expedition der deutschen Zoologen Theodor Haltenorth und Werner Trense mit dem Ziel, den Mesopotamischen Damhirsch aufzufinden und zu erhalten. 1957 konnte Trense zwischen den Flüssen Dez und Karche eine Gruppe ausfindig machen.
In den Jahren 1957 und 1958 wurde ein wildes Paar reinblütiger Jungtiere gefangen und in den Opel-Zoo gebracht, mit denen 1960 die deutsche Erstzucht gelang. Das Weibchen „Siba“ brachte am 17. Juli 1960 sein erstes Kitz (ein Weibchen) in Gefangenschaft zur Welt; der männliche Partner „Scheich“ überlebte jedoch nicht lange genug, um ein zweites Kitz zu zeugen. Anschließend wurde im Opel-Zoo eine Reihe von Hybriden mit dem europäischen Damhirsch geboren, von denen alle sieben 1973 nach Dasht-e Naz in den Iran zurückgeschickt wurden.
Von 1964 bis 1967 entsandte die iranische Wild- und Fischabteilung drei Expeditionen in das Gebiet Kareheh, bei denen drei Männchen und drei Weibchen gefangen wurden. Ein Männchen wurde nach Deutschland geschickt und mit den anderen wurde das iranische Zuchtprogramm im Dasht-e Naz Wildlife Refuge 25 km nordöstlich von Sāri in der Provinz Māzandarān initiiert, was erfolgreich war. In den 1970er Jahren wurde das Taxon auf die Ashk-Insel (im Urmia-See), in das Arjan-Schutzgebiet (im Zagros-Gebirge), das Semeskandeh-Wildtierreservat und das Kareheh-Wildtierreservat ausgewildert. 1989 lebten die Hirsche in sieben iranischen Naturparks, nämlich Dez, Karche, Bachtaran, Ashk-Insel, Kabuldagh-Insel, Dasht-e Naz und Semeskandeh.
Die Semeskandeh-Population stammte von Hirschen ab, die aus Deutschland in den frühen 1970er Jahren in den Iran zurückgekehrt waren. 1989 gab es im Iran 169 bis 194 bekannte Exemplare, wobei die Zahl der wildlebenden Tiere in den ursprünglichen Gebieten unbekannt war. Die größte Population, 50 bis 70 Tiere, befand sich in Dasht-e Naz. Die kleinste Population befand sich auf der Insel Kabuldagh, wohin 1989 sechs Hirsche transportiert worden waren. Die Population war bis in die 1990er Jahre auf knapp 250 angewachsen. Im Jahr 2003 gab es 211 Hirsche auf der Insel Askh, 28 in Dasht-e Naz und eine unbekannte Anzahl in mindestens sechs weiteren Parks.  Bis 2004 war die iranische Gesamtpopulation auf etwa 340 Individuen angewachsen. Im Jahr 2013 belief sich die bekannte iranische Population auf insgesamt 371 Individuen an 14 Standorten, davon 213 Tiere auf der Insel Askh.
Die Wiedereinführung von Damhirschen in Israel ging auf eine Initiative der Israel Nature and Parks Authority zurück, um verloren gegangene Säugetiere mit biblischen Namen wiederanzusiedeln. Das ursprüngliche Zuchtprogramm begann mit drei reinblütigen Mesopotamischen Damhirschen aus dem Opel-Zoo im Jahr 1976, mit weiteren vier Hirschen, die 1978 aus dem Semeshkandeh-Reservat im Iran umgesiedelt und in ein Zuchtgehege im Chai-Bar-Karmel-Naturreservat gebracht wurden. Nach einem erfolgreichen Zuchtprogramm wurden viele hundert Hirsche aus diesem ursprünglichen Bestand gezüchtet. Es wurde später befürchtet, dass die von Israel aus Semeskandeh entnommenen Tiere aus Hybriden bestanden. Spätere genetische Untersuchungen zeigten, dass der Iran die Bestände nie vermischt hatte.
Gegenwärtig befinden sich mehrere einheimische und wieder angesiedelte Populationen in zahlreichen Wildschutzgebieten im Iran und in solchen wie in freier Wildbahn in Israel. Als Ergebnis der bisherigen Schutzbemühungen wird die aktuelle Gesamtpopulation des Mesopotamischen Damhirsches bis 2015 auf über 1100 Individuen geschätzt, davon etwas mehr als die Hälfte in Israel: In Israel lebten 300 Exemplare in freier Wildbahn und 270 in Gefangenschaft. Obwohl die genetische Vielfalt infolge von Inzucht gering ist, scheint dies keine Probleme verursacht zu haben. Es gibt auch eine Population von Hybriden im Iran. 2020 schätzte die israelische Natur- und Parkbehörde Israel Nature and Parks Authority, dass etwa 200 bis 300 Exemplare im nördlichen Galiläa-Gebiet in freier Wildbahn leben, zwischen 90 und 100 in den Judäischen Hügeln und etwas weniger auf dem Karmelberg. Die Auswilderung von in Gefangenschaft gezüchteten Tieren ist noch nicht abgeschlossen und weitere sind für 2021 geplant. Die Art breitet sich eindeutig aus, wobei Sichtungen, Kotfunde und Kamerafallen eine stetige Zunahme der Population und eine Ausbreitung in Richtung Osten zeigen.
Es wird angenommen, dass der Hauptgrund für die Seltenheit des Mesopotamischen Damhirsches seit dem frühen Neolithikum in der Jagd durch den Menschen liegt. Die interspezifische Konkurrenz mit den Haustieren und die Zerstörung des Lebensraumes könnten zum Rückgang ihrer Population beigetragen haben, aber etwa 10 % ihres früheren Verbreitungsgebietes sind immer noch als Lebensraum vorhanden. Jäger hatten in den 1990er Jahren ein Tier erlegt, Haushunde haben in Israel Mesopotamische Damhirsche getötet. Die Hauptursache für die aktuelle und vergangene Sterblichkeit sind Verkehrsunfälle mit Zügen oder Autos. Da sich die einheimische Wolfspopulation Israels von den Golanhöhen erholt und Gebiete des Landes neu besiedelt hat, kam es seit Ende der 2010er Jahre zunehmend zu einer natürlichen Nachstellung durch Wölfe, die die Behörden zu unterbinden versuchten.